# Forretningsudvalg
Et forretningsudvalg er den øverste ledelse i større foreninger og organisationer. Foruden formandskabet (formand, næstformand og kasserer) består udvalget af et antal menige medlemmer, der undertiden også har særlige ansvarsområder. Det kan eksempelvis være medlemsadministration, aktiviteter og kommunikation.
Forretningsudvalget har det overordnede ansvar for foreningens drift, ligesom det – primært i form af formandskabet – tegner foreningen udadtil. Forretningsudvalget vælges enten af foreningens (hoved)bestyrelse eller af generalforsamlingen.
Danmarks regioner ledes også af et forretningsudvalg, der omtrent modsvarer kommunernes økonomiudvalg.
| Forening eller organisation | Spire Denne artikel om en forening eller organisation er en spire som bør udbygges. Du er velkommen til at hjælpe Wikipedia ved at udvide den. |